# Peter Prevc
Peter Prevc, (Kranj, 20. rujna 1992.), slovenski skijaš skakač. 
Nekoliko je godina živio u Dražgošam, pa u Dolenjoj Vasi u općini Železnikima. Dolazi iz velike obitelji i najstariji je od petero djece. Mlađa braća Cene i Domen također se natječu u svjetskom kupu. Osim njih ima dvije mlađe sestre. Skijaškim skakanjem bavi se od devete godine, na 25 metarskoj skakaonici Bregarca koja mu je bila blizu doma. Ondje je skakao s vršnjacima na neprofesionalnim skijama. Otac ga je 2002. upisao u SK Triglav iz Kranja gdje je dobio prave skakačke skije.
Rekorder je po broju pobjeda (15), postolja (21) i bodova u jednoj sezoni (2303). 
Poslije Jože Šlibara drugi je slovenski skijaš skakač koji je postavio novi svetovni rekord, letom od 250 metara i postao prvi u povijesti koji je preletio 250 metara. Bilo je to 14. veljače 2015. godine.

### Debi u Svjetskom kupu (2009.)
Sezone 2009./10. debitirao u Lillehammeru gdje je osvojio prve bodove u Svjetskom kupu. Siječnja 2010. nastupio je na svjetskom juniorskom prvenstvu u Hinterzartenu., gdje je osvojio srebreno odličje i dokazao da je veliki kapacitet. Mnogi su ga pred sezonom označili svjetlom budućnošću slovenskog skijaškog skakanja. Izborio si je normu za zimske Olimpijske igre u Vancouveru, gdje je na srednjoj skakaonici osvojio sedmo mjesto, a na velikoj skakaonici bio je 16. Sudjelovao je također na momčadskom natjecanje gdje je skupa s Primožem Piklom, Mitjo Mežnarjem in Robertom Kranjcem osvojio osmo mjesto.
U sezona 2013./14. i 2014./15. je pobijedio po tri puta, a rekordne 2015./16. 15 puta, a 2016./17. jedan put, podijelivši postolje s Poljakom Maciejom Kotom. Na skakaonici u Sapporou pobijedio je četiri godine uzastopno.

## Vanjske poveznice
- Peter Prevc  Arhivirana inačica izvorne stranice od 20. siječnja 2012. (Wayback Machine) na stranicama Međunarodne skijaške federacije
- Peter Prevc  Arhivirana inačica izvorne stranice od 3. prosinca 2016. (Wayback Machine) na sports-reference.com